# Конвой (військова справа)

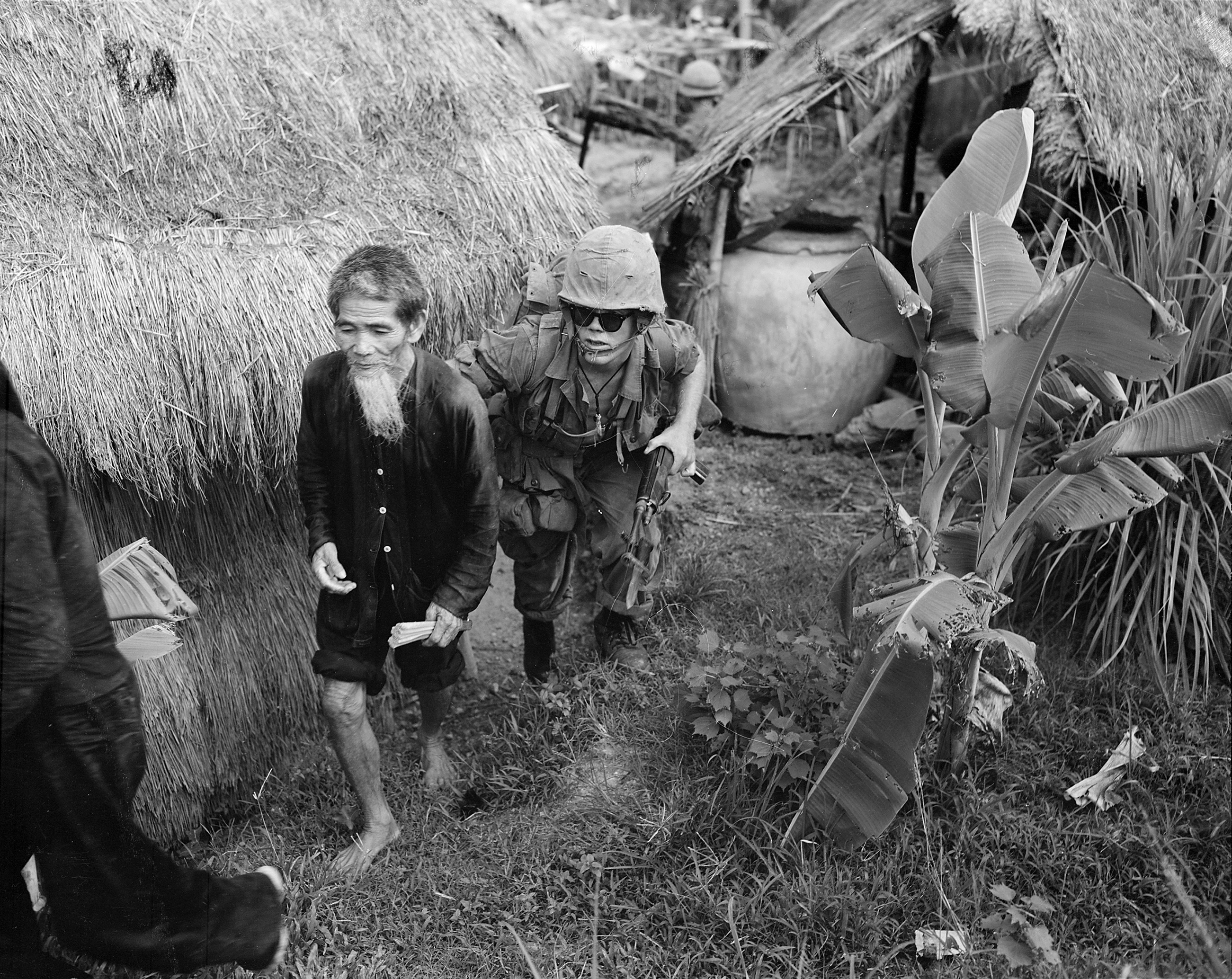
Американський морський піхотинець веде під конвоєм в'єтнамця, підозрюваного в приналежності до НФВПВ. Район Дананга, серпень 1965 року

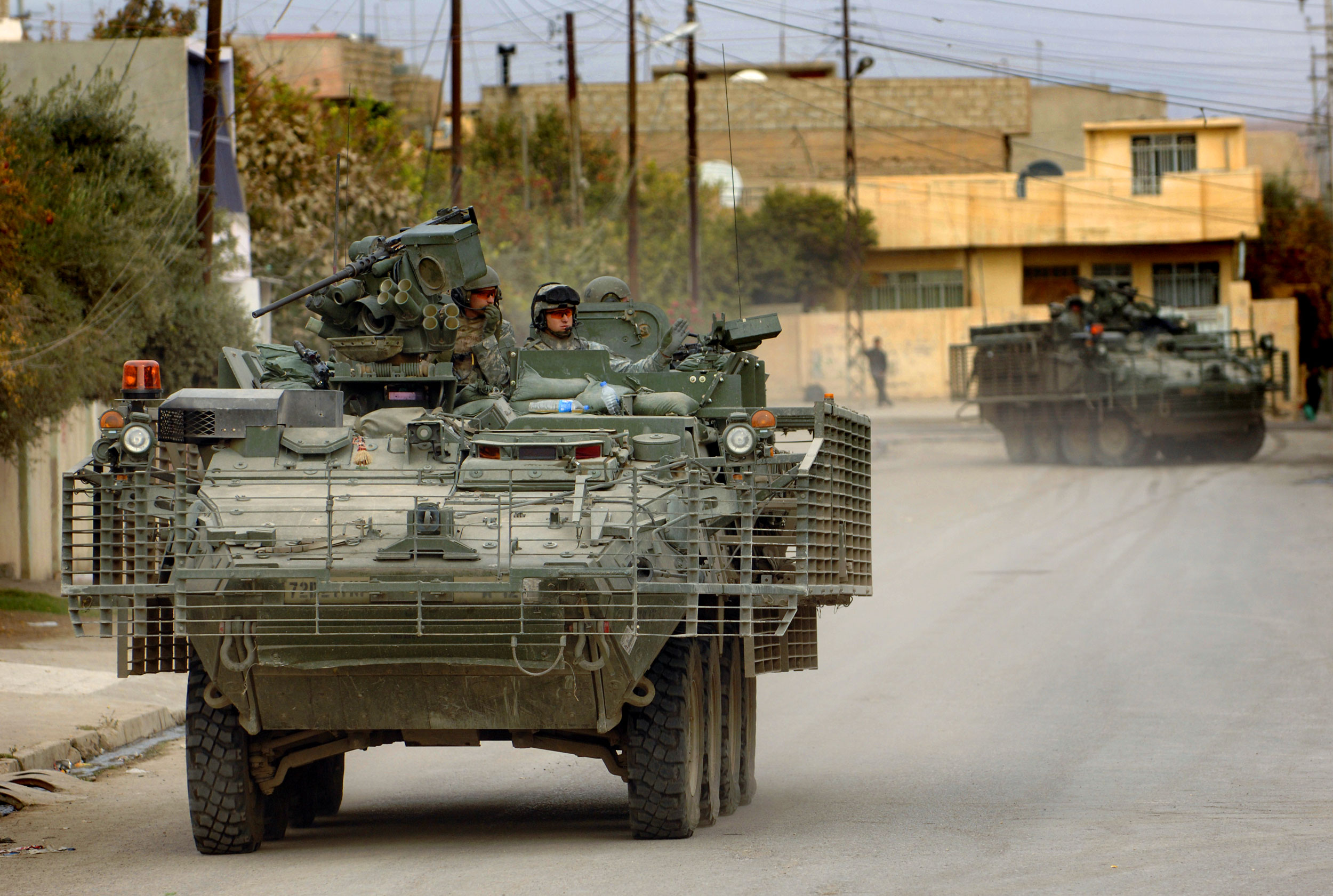
Американські бронетранспортери M1126 ICV 172-ї бригадної бойової групи «Страйкер» у конвої. Мосул, Ірак. 20 листопада 2005

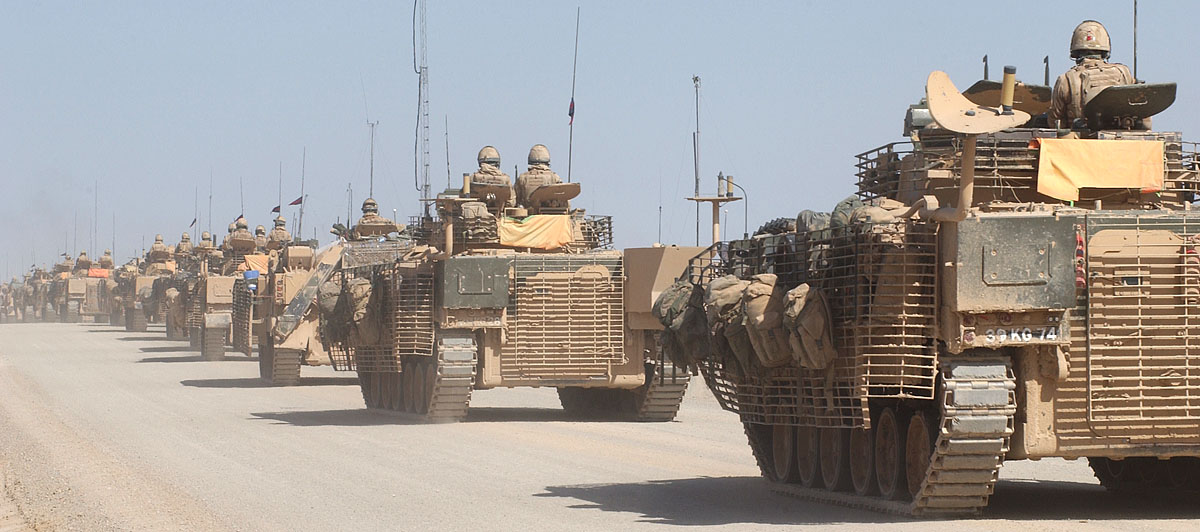
Британські бойові машини піхоти FV510 «Воріор» Шотландської гвардії, оснащені начіпною екранованою бронею, супроводжують конвой з вантажами. Муса Кала, провінція Гільменд. Афганістан. 14 лютого 2008

Конвой (нід. konvooi) — у військовій справі — військовий підрозділ (команда, окремий військовослужбовець), призначений для забезпечення охорони та супроводу військовополонених, а також осіб, що знаходяться під слідством та судом або засуджені військовим трибуналом й заарештованих у дисциплінарному порядку солдатів (матросів). Чисельність конвою залежить від кількості і ступеня небезпеки осіб, які знаходяться під контролем конвою, а також умов і тривалості конвоювання. Конвої озброюється штатною зброєю, до його складу можуть включатися фахівці зі службовими собаками. Права та обов'язки особового складу конвою, правила несення служби регламентуються статутами та настановами, а також інструкціями, що розробляються військовим комендантом гарнізону (начальником штабу військової частини).
Також в широкому порозумінні застосовується для визначення військового підрозділу, що призначений для захисту військових колон з вантажами від раптового нападу противника.
Конвой також може призначатися для охорони та супроводу осіб вищого командного складу, штабів, кур'єрів, що прямують з особливо важливими дорученнями та документами.